# 埃梅利斯島

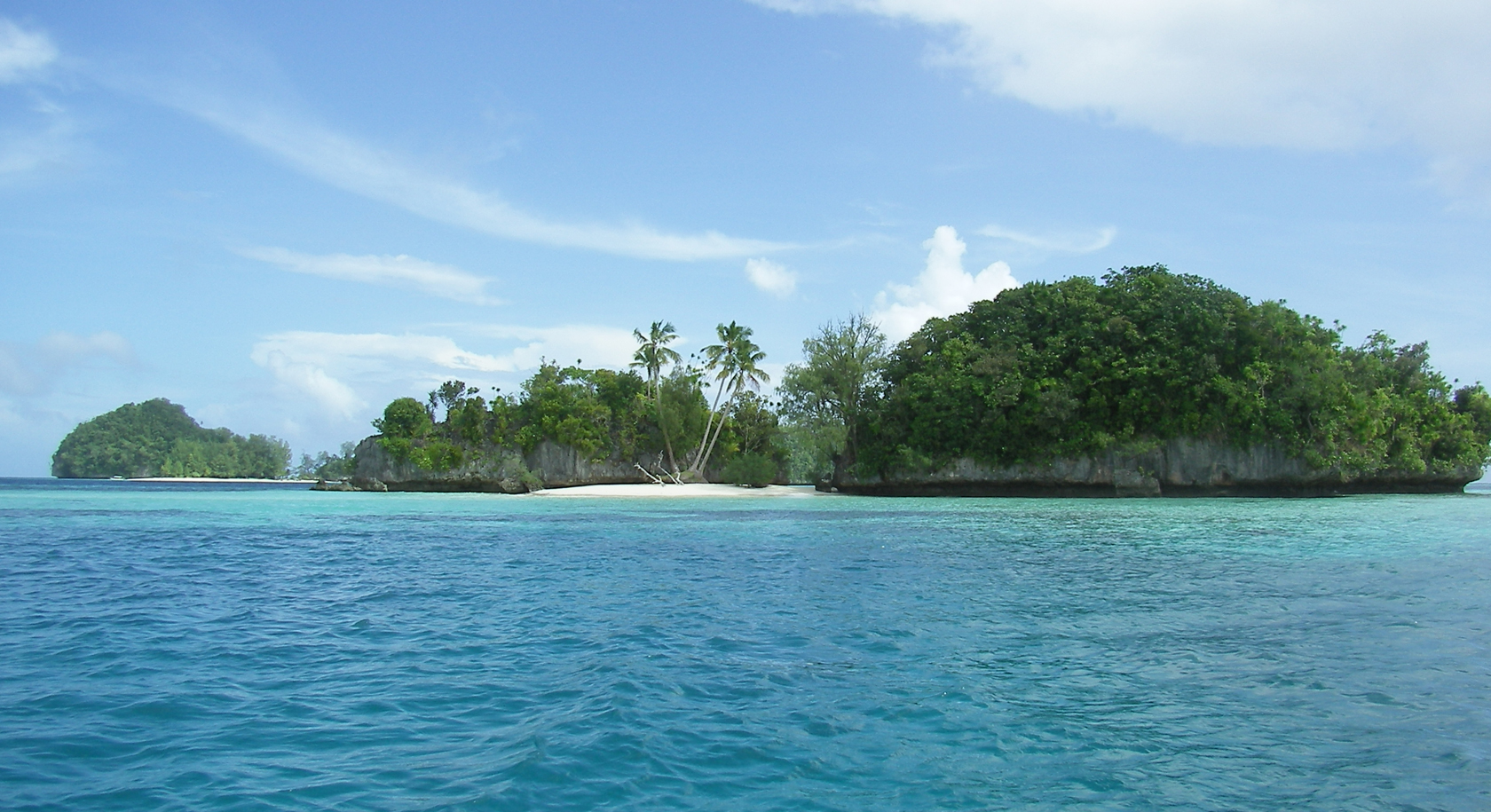

埃梅利斯島是帛琉的島嶼，位於科羅爾島東南35公里的太平洋海域，屬於埃梅利斯群島的一部分，長1.1公里、寬0.3公里，面積0.33平方公里，最高點海拔高度5米，島上無人居住。